# A Hard Rain's a-Gonna Fall
Pistes de The Freewheelin' Bob Dylan
Bob Dylan's Blues Don't Think Twice, It's All Right
A Hard Rain's a-Gonna Fall est une chanson de Bob Dylan, parue en 1963 sur l'album The Freewheelin' Bob Dylan. Sa structure de questions et réponses est inspirée de la chanson traditionnelle écossaise Lord Randall.
Le livret de l'album The Freewheelin' Bob Dylan, écrit par Nat Hentoff, indique que la chanson a été écrite pendant la crise des missiles de Cuba d'octobre 1962, et cite Dylan : « Chaque vers est en fait le début d'une chanson à part entière. Mais quand je l'ai écrite, je pensais que je ne vivrais pas assez longtemps pour écrire toutes ces chansons, alors j'ai mis tout ce que j'ai pu dans celle-ci. » En réalité, la chanson a été écrite avant la crise, puisque Dylan l'interprète lors de son premier passage sur la scène du Carnegie Hall, le 22 septembre 1962.
Des versions en concert de la chanson figurent sur les albums :
- The Concert for Bangladesh (1971)
- The Bootleg Series Vol. 5: Bob Dylan Live 1975, The Rolling Thunder Revue (2002, enregistrée en 1975)
- The Bootleg Series Vol. 6: Bob Dylan Live 1964, Concert at Philharmonic Hall (2004, enregistrée en 1964)
- The Bootleg Series Vol. 7: No Direction Home: The Soundtrack (2005, enregistrée en 1963)
- Live at the Gaslight 1962 (2005, enregistrée en 1962)

## Reprises
- 1965 : Joan Baez sur l'album Farewell, Angelina
- 1973 : Bryan Ferry sur l'album These Foolish Things
- 2005 : Jason Mraz sur l'album Listen to Bob Dylan: A Tribute
- 2016 : Patti Smith à Stockholm lors de la cérémonie en l'honneur de la remise du prix Nobel de la paix à Bob Dylan